# Martina Boesler
Martina Boesler (alemany: Martina Wieduwilt)  (Berlín, 18 de juny de 1957), de casada Kirchner i Wieduwilt, és una ex-remadora alemanya que va competir sota bandera de la República Democràtica Alemanya durant les dècades de 1970 i 1980. Era germana de la també remadora Petra Boesler.
El 1980 va prendre part en els Jocs Olímpics de Moscou, on guanyà la medalla d'or en la competició del vuit amb timoner del programa de rem. En el seu palmarès també destaca una medalla de plata en el vuit amb timoner al Campionat del món de rem de 1979.